# Jean Marie Thérèse Doazan
Jean Marie Thérèse Doazan auch Jules Doazan (* 11. Januar 1774 in Bordeaux; † 30. Januar 1839 in Paris) war von 1810 bis 1814 der letzte Präfekt des Département de Rhin-et-Moselle.

## Präfekt

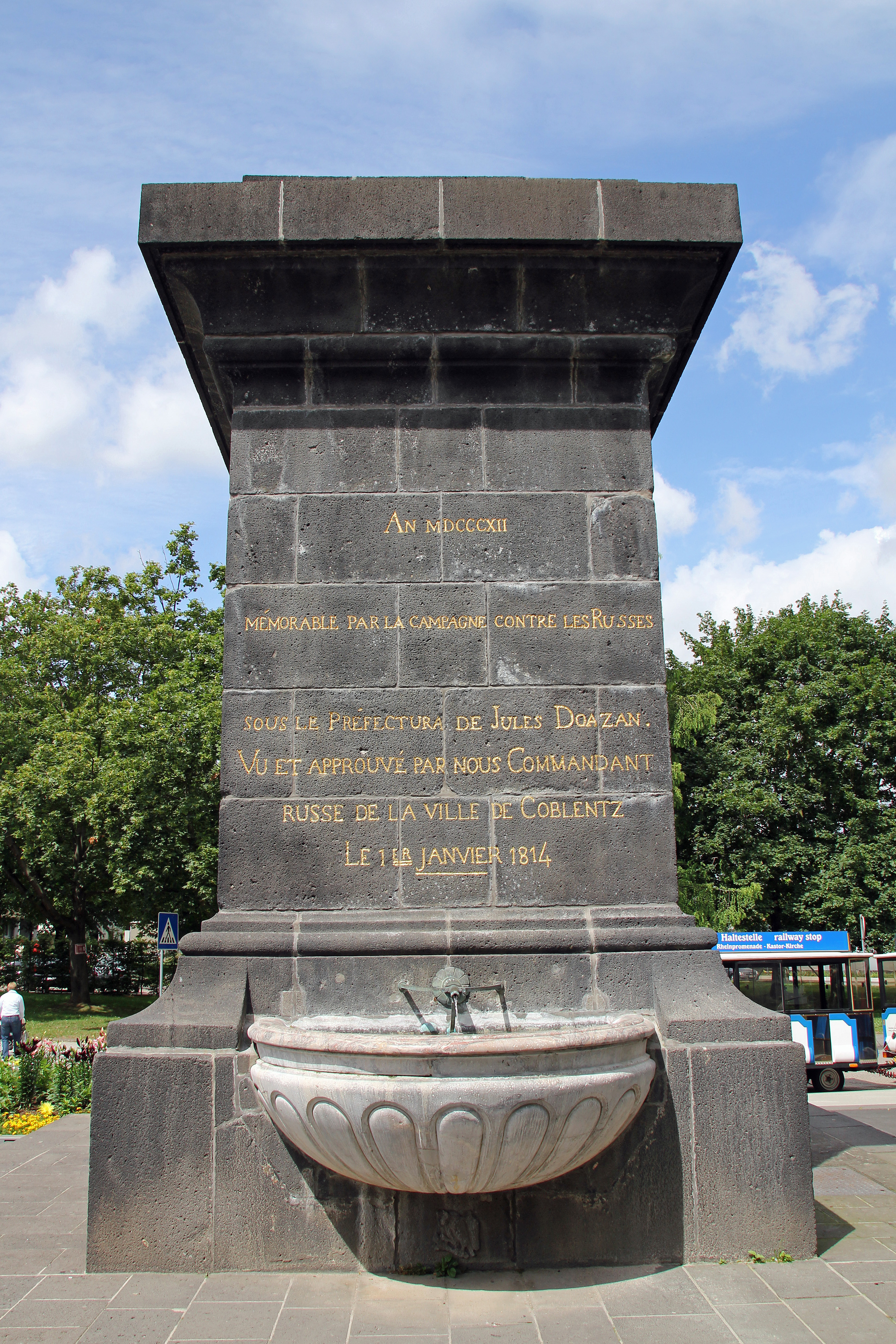
Der von Jean Marie Thérèse Doazan errichtete Kastorbrunnen in Koblenz

Nachdem am 1. März 1810 Adrien de Lezay-Marnésia unvermutet nach Straßburg versetzt wurde, blieb das Amt des Präfekten des Département de Rhin-et-Moselle in Koblenz sieben Monate unbesetzt. Am 11. November 1810 wurde Doazan in dieses Amt berufen. Er war Ritter der Ehrenlegion und Napoleon zutiefst ergeben. Aus diesem Grund wollte er ihm zu Ehren der französischen Nation ein Denkmal setzen. Im Jahr 1812 ließ er vor der Kastorkirche einen klassizistischen Brunnen aus Basaltquadern errichten, dessen (zudem orthographisch falsche) französische Inschrift an den erfolgreichen Russlandfeldzug Napoleons erinnern sollte. In der Neujahrsnacht auf das Jahr 1814 überquerte jedoch das vorwiegend russische Armeekorps unter General Saint-Priest, das den rechten Flügel von Blüchers Schlesischer Armee bildete, den Rhein auf der Breite von Neuwied bis zur Lahnmündung mit Schwerpunkt Koblenz. Die Franzosen hatten die Stadt kurz zuvor geräumt und überließen sie kampflos den Russen. Ihr Befehlshaber bewies jedoch Humor und ließ weder Doazans Brunnen noch die erste Inschrift entfernen, sondern eine zweite darunter setzen. Sie lautet:
«Vu et approuvé par nous commandant / russe de la ville de Coblentz / le 1er janvier 1814.»
(dt.: Gesehen und genehmigt durch uns, russischer Kommandant der Stadt Koblenz, am 1. Januar 1814.)
Mit diesen Ereignissen endete die französische Herrschaft am linken Rheinufer und das Département wurde aufgelöst. Im Wiener Kongress wurde das Gebiet dem Königreich Preußen zugewiesen. Doazan wurde noch für kurze Zeit während Napoleons Herrschaft der Hundert Tage Präfekt des Départements Jura.